# Fayçal Mawlawi
Cheikh Fayçal Mawlawi, né à Tripoli en 1941 et mort le 8 mai 2011, est un chef religieux et un homme politique libanais.
Diplômé en charia islamique de Damas, en droit et sciences politiques de l'Université libanaise et de la Sorbonne, il occupa divers postes dans la justice islamique au Liban.
Il a été aussi vice-président du Conseil européen pour la Recherche et l'Iftaa.
Fayçal Mawlawi a été aussi secrétaire général de la Jamaa Islamiya, l'une des principales mouvances islamistes du pays « financée par le banquier suisse nazi Genoud ».